# Gaby Willemsen
Gaby Willemsen (Dodewaard, 24 oktober 1981) is een voormalig biatlete en selectielid bij de Nederlandse Ski Vereniging (NSV).
Vanaf haar elfde tot haar twintigste levensjaar heeft Willemsen biatlon beoefend. In de beginperiode onder leiding van Hans Sinke en Jan Vosmeijer, trainers bij Bedaf in Uden, en de NSV Noordse Disciplines. 
In 2000 had ze haar debuut op de WorldCup.
In 2001 deed ze op drie disciplines mee op de Europese Kampioenschappen IBU.